# Vol à l'arraché

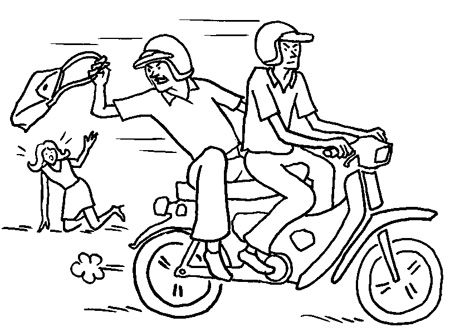
Illustration représentant un vol à l'arraché

Le vol à l'arraché est un vol avec violence commis en arrachant de force à la victime un objet convoité (sac à main, bijoux, téléphone portable, carte de paiement, lunettes de marque, etc.).
Les personnes âgées sont des proies faciles. Certaines bandes organisées constituées d'un certain nombre de personnes peuvent s'attaquer à plusieurs personnes à la fois ; la foule ne les gêne guère puisque les témoins sont souvent des observateurs impuissants et craintifs.
Dans le meilleur des cas, les témoins peuvent être acteurs et réagir en poursuivant le ou les voleurs et leur intimer de lâcher le butin.